# Ržev
Ržev (rusky Ржев) je první město na horním toku Volhy v centrálním Rusku. Leží na jihu Tverské oblasti, necelých 200 km západně od Moskvy. Na rozloze 56,17 km² zde žije 64 000 obyvatel (2006). Město je centrem Rževského rajónu.
Městem je Ržev od roku 1775, přestože první zmínky pocházejí již ze 13. století. První pravoslavné chrámy byly dřevěné z let 1756-1759. V letech 1821-1831 je nahradila klasicistní zděná katedrála Okovecké Matky boží a následovaly další, vesměs zbořené za druhé světové války.
Od konce 19. století je Ržev křižovatkou železnic Riga – Moskva a (Petrohrad –) Lichoslavl - Brjansk. 
V době Velké vlastenecké války zde probíhaly jedny z nejhorších bojů – bitva o Ržev a operace Mars. V den osvobození zbylo z desítek tisíc místních obyvatel pouze 150. Po válce bylo město obnoveno. V roce 2020 byl na památku válečných hrdinů vztyčen památník v podobě 17 metrů vysokého ocelového vojáka. 